# Làm mát bằng bay hơi

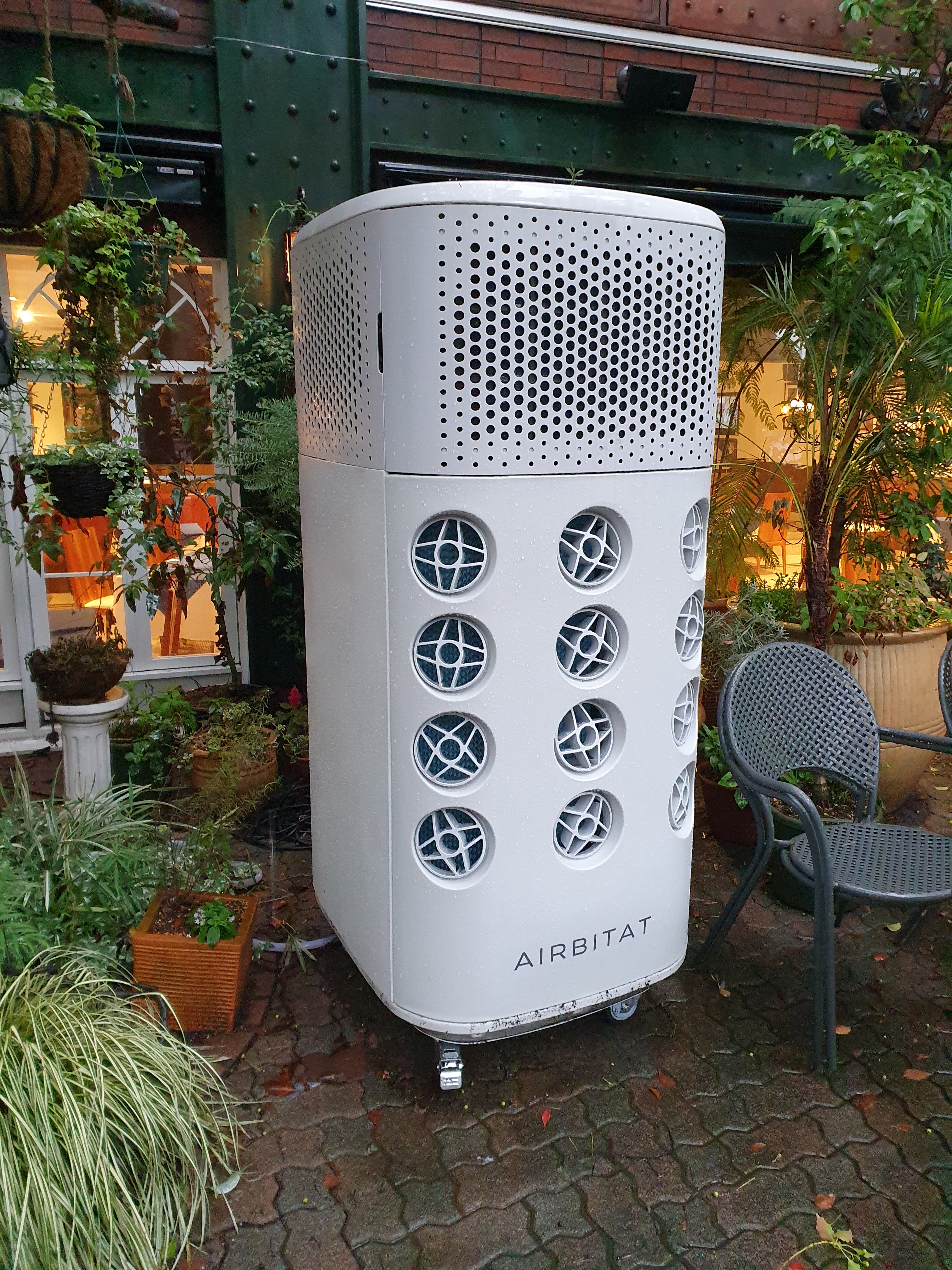
Làm mát từ quạt phun sương

Làm mát bằng bay hơi (Evaporative cooler) là một thiết bị làm mát không khí thông qua cơ chế sự bay hơi nước. Cơ chế làm mát bay hơi khác với các hệ thống điều hòa không khí khác, sử dụng chu trình làm lạnh nén hơi hoặc làm lạnh hấp thụ. Làm mát bay hơi khai thác thực tế là nước sẽ hấp thụ một lượng nhiệt tương đối lớn để bay hơi (tức là nó có nhiệt độ bốc hơi lớn). Nhiệt độ của không khí khô có thể giảm đáng kể thông qua sự chuyển pha của nước lỏng thành hơi nước (bay hơi). Điều này có thể làm mát không khí bằng cách sử dụng ít năng lượng hơn nhiều so với làm lạnh. Một dạng làm mát bay hơi sớm hơn lần đầu tiên được sử dụng ở Ai Cập cổ đại và Ba Tư cổ đại hàng nghìn năm trước dưới dạng các trục gió trên mái nhà, chúng đón bắt gió, truyền qua nước ngầm trong một hệ thống Qanat và phả không khí đã làm mát vào tòa nhà. Ngày nay, người Iran hiện đại đã áp dụng rộng rãi các máy làm mát bay hơi chạy bằng điện gọi là Coolere âbi.

## Lịch sử
Trong lịch sử, loại vò làm bằng đất sét không nung có khả năng làm cho nước ở bên trong trở nên mát hơn, ở Tây Ban Nha gọi là Alicaratxa, ở Ai Cập gọi là Qullah (Gâula), tại Ai Cập Cổ đại, nô lệ đã sử dụng quạt tay, đẩy gió vào hệ thống điều hòa bằng bình đất sét này để làm lạnh nước. Loại vò này rất thông dụng ở các nước Trung Á. Cơ chế hoạt động khi nước đựng trong vò thấm qua thành đất sét ra ngoài và từ từ bốc hơi, khi bốc hơi nó sẽ lấy một phần nhiệt từ vò và từ nước đựng trong vò. Nước sẽ chảy dọc từ trên xuống dưới dàn bình đất nung này. Khi không khí nóng đi qua bình, độ ẩm cao trong bình sẽ hút lấy một phần nhiệt trong không khí, hiển nhiên là sẽ làm không khí mát hơn. Dù vậy tác dụng làm lạnh phụ thuộc rất nhiều điều kiện, không khí càng nóng, nước thấm ra ngoài bình bốc hơi càng nhanh, càng nhiều, làm cho nước ở trong vò càng lạnh đi, nếu không khí có nhiều hơi ẩm thì quá trình bốc hơi xảy ra rất chậm và nước lạnh đi không nhiều lắm nhưng khi không khí khô ráo thì sự bay hơi xảy ra rất nhanh, khiến cho nước lạnh đi rõ rệt và gió càng thổi nhanh, quá trình bay hơi càng mạnh và do đó tăng cường tác dụng làm lạnh.
Ở những vùng khí hậu cực kỳ khô, làm mát không khí bằng cách bay hơi có thêm lợi ích là điều hòa không khí bằng nhiều độ ẩm hơn để tạo sự thoải mái cho người ở trong tòa nhà. Trong vùng khí hậu khô cằn, làm mát bay hơi có thể giảm mức tiêu thụ năng lượng và tổng thiết bị để điều hòa như một giải pháp thay thế cho làm mát dựa trên máy nén. Trong những vùng khí hậu không được coi là khô cằn, làm mát bay hơi gián tiếp vẫn có thể tận dụng quá trình làm mát bay hơi mà không làm tăng độ ẩm. Các chiến lược làm mát bay hơi thụ động có thể mang lại những lợi ích tương tự như các hệ thống làm mát bay hơi cơ học mà không cần đến sự phức tạp của thiết bị và hệ thống ống dẫn. Làm mát bay hơi công nghiệp là một quá trình sử dụng quá trình bay hơi làm mát tự nhiên để giảm nhiệt độ của không khí. Đây là giải pháp thay thế hiệu quả về chi phí và thân thiện với môi trường. Các hệ thống làm mát thường được sử dụng trong các môi trường công nghiệp như nhà máy sản xuất, nhà kho và nhà máy năng lượng. Không khí được hút qua các tấm làm mát đã được làm ướt, khi không khí đi qua các tấm làm mát đã được làm ướt, nó sẽ được làm mát bằng quá trình bay hơi. Không khí được làm mát sau đó được lưu thông khắp nhà máy, giúp giảm nhiệt độ chung. Nước được luân chuyển liên tục qua các tấm làm mát giúp giữ cho các tấm làm mát luôn ẩm ướt, yếu tố này rất cần thiết cho quá trình làm mát. Nước có thể được làm mát bằng nhiều phương pháp khác nhau, bao gồm nước đá, chất làm lạnh hoặc nước lạnh. Máy làm mát bay hơi là nơi thường xuyên muỗi sinh sản đẻ ra nhiều bọ gậy, nhiều cơ quan chức năng coi máy làm mát không được bảo dưỡng đúng cách là mối đe dọa đối với sức khỏe cộng đồng.